# Sac de Sori (1584)
Le Sac de Sori fut un affrontement entre la République de Gênes et la Régence d'Alger, qui eut lieu le 1 juillet 1584. Des galères algériennes attaquèrent la ville Sori et la pillèrent.

## Histoire
Le 1 juillet 1584, précisément, 22 galères de la Régence d'Alger, transportant 1 500 hommes, orchestrèrent une attaque contre la ville de Sori, située sur la côte de Ligurie, à seulement huit milles de Gênes. Ils pillèrent ensuite la ville, capturant 100 hommes et femmes pour les réduire en esclavage, tout en ne subissant qu'une perte minime de seulement 4 hommes lors de l'affrontement. Pour aggraver la dévastation, les Algériens s'emparèrent également d'un navire génois en quittant les eaux de Sori,,.
Dès la réception de cette inquiétante nouvelle, tant les galères de la république que celles placées sous le commandement de Giovanni Andrea Doria quittèrent le port à la poursuite des corsaires. Toutefois, la chasse fut rapidement abandonnée en raison du désavantage numérique et de la précieuse cargaison à bord, notamment "quatre millions en or sur les galères de Doria", qui n'avaient pas encore été déchargés. L'écrivain Ceccardo Roccatagliata Ceccardi souligne en outre qu'à la fin de l'été, lorsque Doria quitta la région avec ses galères, la population génoise éprouvait une profonde inquiétude face à la menace d'incursions corsaires. Cette crainte était si répandue que, dans les faubourgs entourant la ville, il arrivait fréquemment que des habitants s'enfuient précipitamment sans raison apparente.